# Bélmocsolya
Bélmocsolya (Vasile Goldiș, 2002-ig Lunca Teuzului), település Romániában, a Partiumban, Arad megyében.

## Fekvése
Az alföldi síkság szélén, Béltől északnyugatra fekvő település.

## Története
Bélmocsolya, Mocsolya nevét 1552-ben említette először oklevél Mochyola néven. 1808-ban és 1888-ban Mocsirla (Nagy-), 1913-ban Bélmocsolya néven írták.
Mocsirla a nagyváradi 1. sz. püspökség birtoka volt, még a 20. század elején is.
1851-ben Fényes Elek írta a településről: „Mocsirla, Bihar vármegyében, hegyes vidéken, a váradi deák püspök béli uradalmában, 715 óhitü lakossal, s anyatemplommal. Dombos, de meglehetős határa 3100 hold.”

## Nevezetességek
- Görög keleti temploma 1882-ben épült a régi fatemplom helyén.